# فولكر ماير
فولكر ماير (بالألمانية: Volker Meyer )‏ (و. 1968 – م) هو سياسي، من ألمانيا، ولد في تويسترينغن، هو عضوٌ في الاتحاد الديمقراطي المسيحي.

## مناصب
تولى منصب عضو مجلس الشورى الموحد من ولاية سكسونيا السفلى.